# Gadchiroli
Gadchiroli là một thành phố và là nơi đặt hội đồng đô thị (municipal council) của quận Gadchiroli thuộc bang Maharashtra, Ấn Độ.

## Nhân khẩu
Theo điều tra dân số năm 2001 của Ấn Độ, Gadchiroli có dân số 42.464 người. Phái nam chiếm 51% tổng số dân và phái nữ chiếm 49%. Gadchiroli có tỷ lệ 74% biết đọc biết viết, cao hơn tỷ lệ trung bình toàn quốc là 59,5%: tỷ lệ cho phái nam là 80%, và tỷ lệ cho phái nữ là 67%. Tại Gadchiroli, 13% dân số nhỏ hơn 6 tuổi.